# Авачели (Анкона)
Авачели је насеље у Италији у округу Анкона, региону Марке.
Према процени из 2011. у насељу је живело 124 становника. Насеље се налази на надморској висини од 438 м.